# Szaflary (stacja kolejowa)
Szaflary – stacja kolejowa w Szaflarach. Kasa biletowa zamknięta we wrześniu 2009 roku.

## Ruch pasażerski
| Rok  | Wymiana pasażerska na dobę |
| ---- | -------------------------- |
| 2017 | 0-9                        |
| 2022 | 20-49                      |

Bocznica do „narciarni”/GS-u została rozebrana. Tory pozostały tylko do przejazdu kolejowo-drogowego; przy stacji znajdują się dwa – jeden, kilkadziesiąt metrów od wjazdu na stację od strony Zakopanego, przecina tor szlakowy oraz drugi, który przecina bocznicę, tory stacyjne i szlakowy oraz perony. Plac przeładunkowy znajdujący się między bocznicą a torem szlakowym/stacyjnym aktualnie wykorzystywany jako plac szkoły nauki jazdy.